# Jeff Davis County, Georgia
Jeff Davis County är ett administrativt område i delstaten Georgia, USA, med 15 068 invånare. Den administrativa huvudorten (county seat) är Hazlehurst.

## Geografi
Enligt United States Census Bureau har countyt en total area på 869 km². 864 km² av den arean är land och 5 km² är vatten.

### Angränsande countyn
- Wheeler County - nord
- Montgomery County - nordöst
- Toombs County - nordost
- Appling County - öst
- Bacon County - sydost
- Coffee County - sydväst
- Telfair County - nordväst

### Orter
- Denton
- Hazlehurst (huvudort)